# شيلي ويست
شيلي ويست (بالإنجليزية: Shelly West)‏ هي مغنية ومغنية مؤلفة وموسيقية أمريكية، ولدت في 23 مايو 1958 في كليفلاند في الولايات المتحدة.

## وصلات خارجية
- شيلي ويست على موقع IMDb (الإنجليزية)
- شيلي ويست على موقع ميوزك برينز (الإنجليزية)
- شيلي ويست على موقع إن إن دي بي (الإنجليزية)
- شيلي ويست على موقع ديسكوغز (الإنجليزية)